# 比亚迪K7
比亚迪K7，是一款由比亚迪汽车生产的纯电动巴士。

## 基本規格

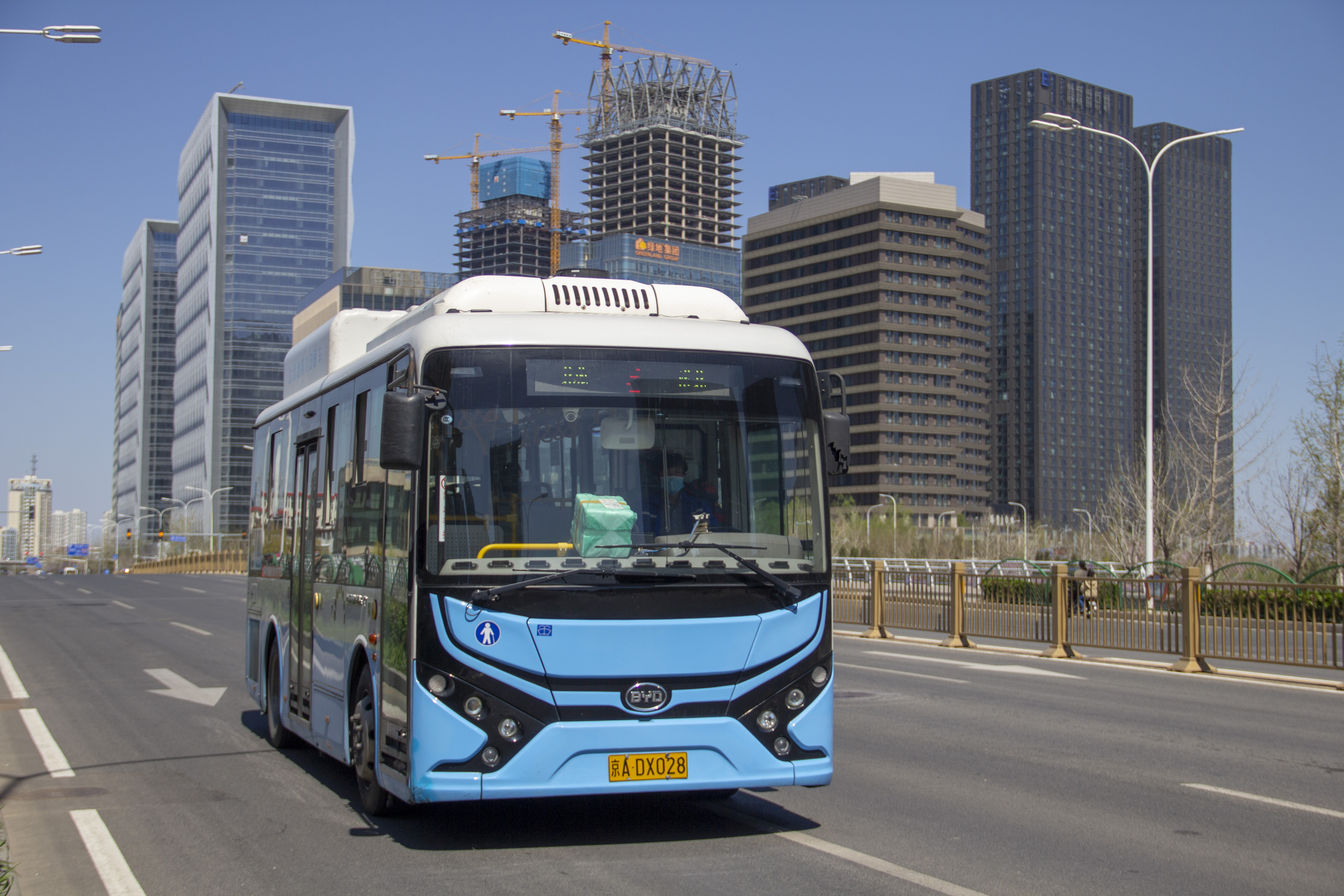
北京市通州区的通2路比亚迪K7

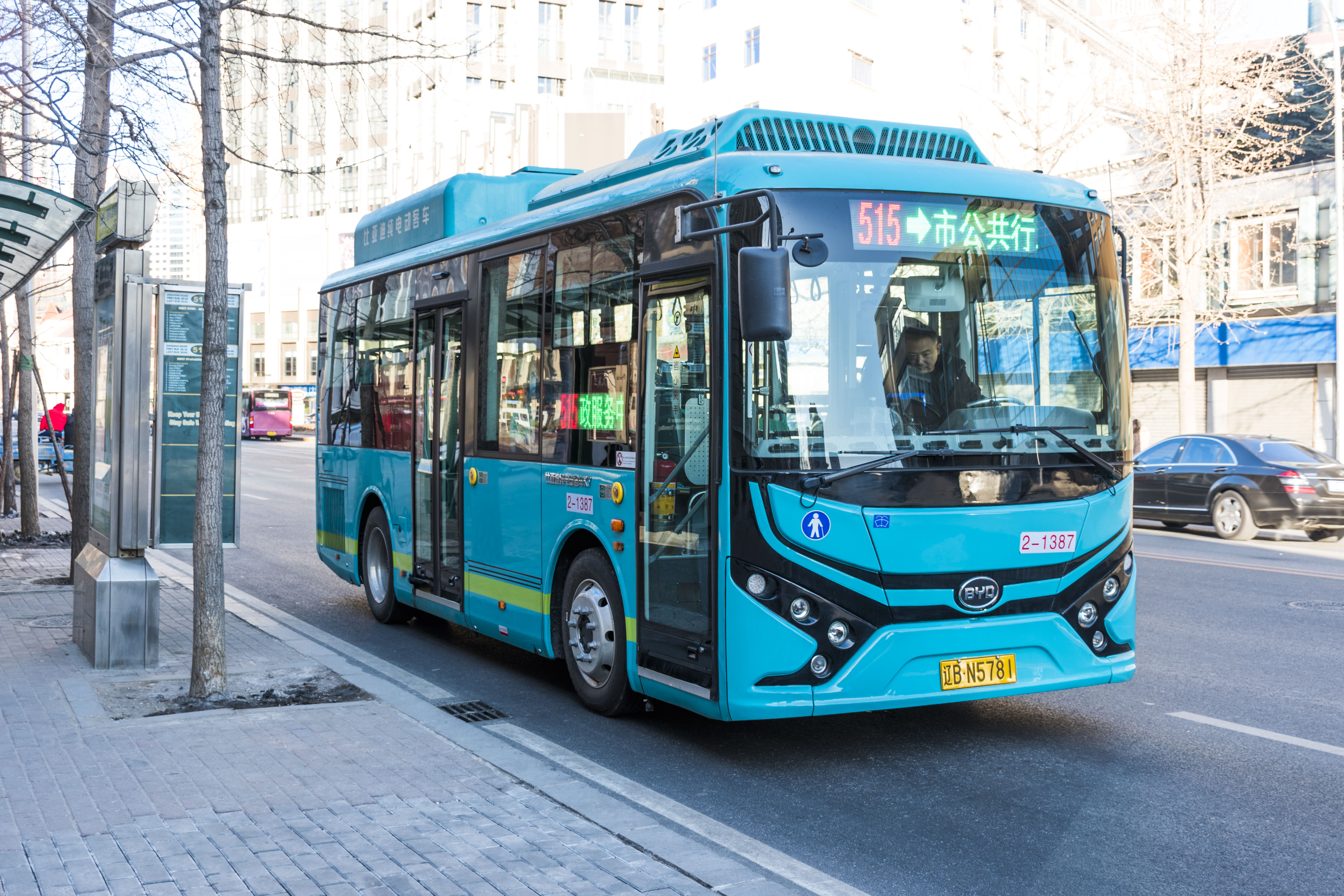
大连公交515路的比亚迪K7

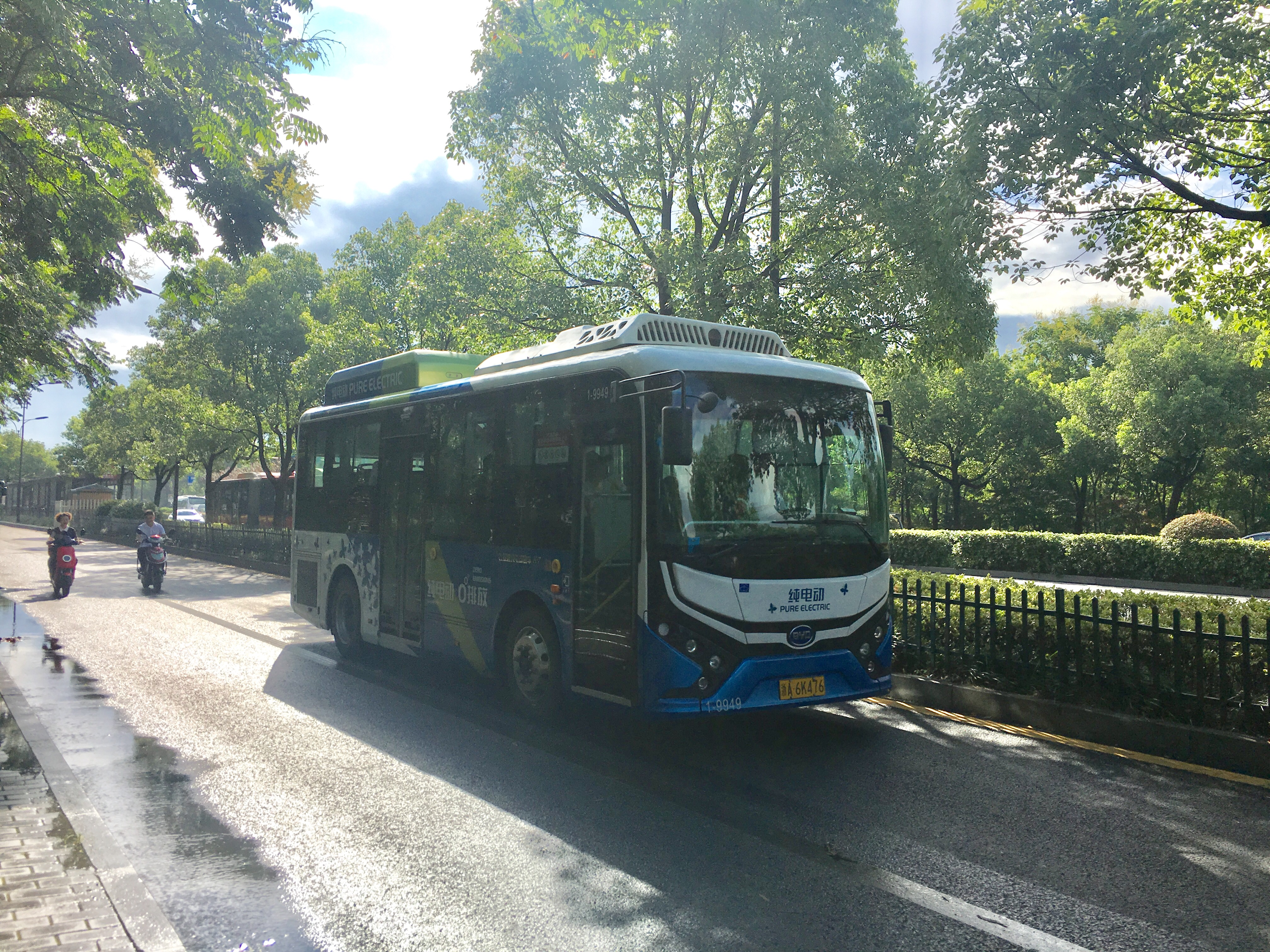
杭州公交596路的比亚迪K7

比亚迪纯电动客车K7整车长8.06米，采用自主研发的轮边驱动系统与铁电池技术，全铝合金车身。整车配有全顶置空调，车身外观整体采用流线型设计，骨架采用全铝合金材料，轻量化幅度达到40%。电池组置于车顶和车底下。车架与地板之间有加装隔音片以降低车内噪声。
基本規格如下：
- 长×宽×高：8060×2420×3220 mm
- 整备质量：9,000 kg
- 轴距：4,140 mm
- 离地间隙：≥140 mm
- 最大爬坡度：≥15 %
- 最高车速：69 km/h
- 车门：2 个
- 续航里程：≥270 km（中国典型公交工况）
- 座位数：22+1 个
- 载客数：58 人

## 相關链接
- 比亞迪汽車 （页面存档备份，存于）